# Marianne Hoppe
Pour les articles homonymes, voir Hoppe.
 (avril 2024).
Si vous disposez d'ouvrages ou d'articles de référence ou si vous connaissez des sites web de qualité traitant du thème abordé ici, merci de compléter l'article en donnant les références utiles à sa vérifiabilité et en les liant à la section « Notes et références ».
Marianne Hoppe (née le 26 avril 1909 ou le 26 avril 1911 et morte le 23 octobre 2002) est une actrice allemande de théâtre et de cinéma.

## Biographie
Née à Rostock, Marianne Hoppe devient une actrice de premier plan de la scène et du cinéma en Allemagne. Elle est née dans une riche famille de propriétaires fonciers et a d'abord fait ses études privées dans le domaine privé de son père. Plus tard, elle fréquente l'école à Berlin et à Weimar, où elle commence à fréquenter le théâtre.
Elle s'est produite pour la première fois à 17 ans en tant que membre du Deutsches Theater de Berlin sous la direction de Max Reinhardt. En 1935, elle fut embauchée par l'acteur allemand — controversé et directeur du Théâtre d'État prussien sous le Troisième Reich — Gustaf Gründgens. Ils se marièrent de 1936 à 1946, jusqu'à leur divorce. S'exprimant des années après la fin de leur mariage, Marianne Hoppe déclare : « Il était mon amour, mais jamais mon grand amour, c'était du travail. »
L'un des personnages du film Méphisto serait basé sur elle. Marianne Hoppe n'a pas caché ses contacts avec l'élite nazie dans les années 1930 et 1940, notamment en étant invitée à un dîner par Hitler. Son rôle dans L’Homme au Cheval Blanc (de) (Der Schimmelreiter, 1934) la rend célèbre presque du jour au lendemain, tandis que son visage « aryen » fait d'elle une coqueluche de l'élite nazie. Plus tard, elle qualifiera cette période de sa vie de « page noire de mon livre d'or ».
Pendant son temps d'actrice au siège du Théâtre d'État prussien, le Schauspielhaus, Marianne a développé son approche analytique du jeu d'acteur, qui, selon elle, consistait à « démonter chaque phrase » et à donner un éclat à l'utilisation du langage. Cette méthode devait être associée à Marianne Hoppe tout au long de sa vie professionnelle. En 1946, son unique enfant, Benedikt Johann Percy Gründgens, est né.
Quatre ans plus tard, après son divorce avec Gustaf Gründgens, Marianne Hoppe connaît un grand succès dans le rôle de Blanche Dubois d’Un Tramway Nommé Désir de Tennessee Williams et joue de plus en plus de rôles d'avant-garde, écrits par des auteurs tels que Heiner Müller (Quartett, 1994) et Thomas Bernhard, qui devient également son partenaire dans la vie privée. Elle devient l'une des préférées des jeunes réalisateurs iconoclastes Claus Peymann et Frank Castorf.
Marianne Hoppe meurt à Siegsdorf, en Bavière, en 2002 de causes naturelles, à l'âge de 93 ans. "Le théâtre allemand a perdu sa Reine", déclare Claus Peymann du Berliner Ensemble, dont le théâtre présentait la dernière représentation de Marianne Hoppe, dans La Résistible Ascension d'Arturo Ui de Bertolt Brecht, en Décembre 1997. Dans l'une de ses dernières interviews, Marianne déclare : "Je m'efforce d'être heureuse tous les jours. Cela demande de la discipline, une vertu que tout acteur, à moitié décent, devrait avoir."

## Distinctions
- Croix de commandeur de l'ordre du Mérite

## Filmographie partielle
- 1937 : Crépuscule
- 1937 : Cabrioles
- 1939 : La Chair est faible (de)
- 1941 : L'Heure des adieux (en)
- 1943 : Lumière dans la nuit (de)
- 1962 : Le Trésor du lac d'argent
- 1964 : Les Dix Petits Indiens
- 1967 : Der Tod läuft hinterher (série télévisée)
- 1975 : Faux Mouvement